# Рочестерский университет
Рочестерский университет (англ. University of Rochester) — частный исследовательский университет США, расположенный в Рочестере, штат Нью-Йорк. В состав университета входят 6 школ, в том числе престижная Истменовская школа музыки.
Университет был основан в 1850 году и с тех пор значительно преуспел в исследованиях и образовании, подготовил множество выдающихся выпускников, среди которых 8 лауреатов Нобелевской премии и 23 — Пулитцеровской премии, 19 лауреатов стипендии Гуггенхайма, 7 лауреатов программы Фулбрайта, 2 — стипендии Голдуотера, 1 — стипендии фонда Билла и Мелинды Гейтс и 2 — стипендии Маршалла. Выпускники Рочестерского университета составляют почти четверть учёных, консультирующих НАСА по вопросам модификации и подготовки к запуску космического телескопа «Джеймс Вебб», который должен заменить телескоп «Хаббл».
В 2016 году университет Рочестера занял 32-ю позицию в рейтинге «Национальные университеты» и 122-ю позицию в мире издания U.S. News & World Report, а также 101—150 позиции в Академическом рейтинге университетов мира.

## История

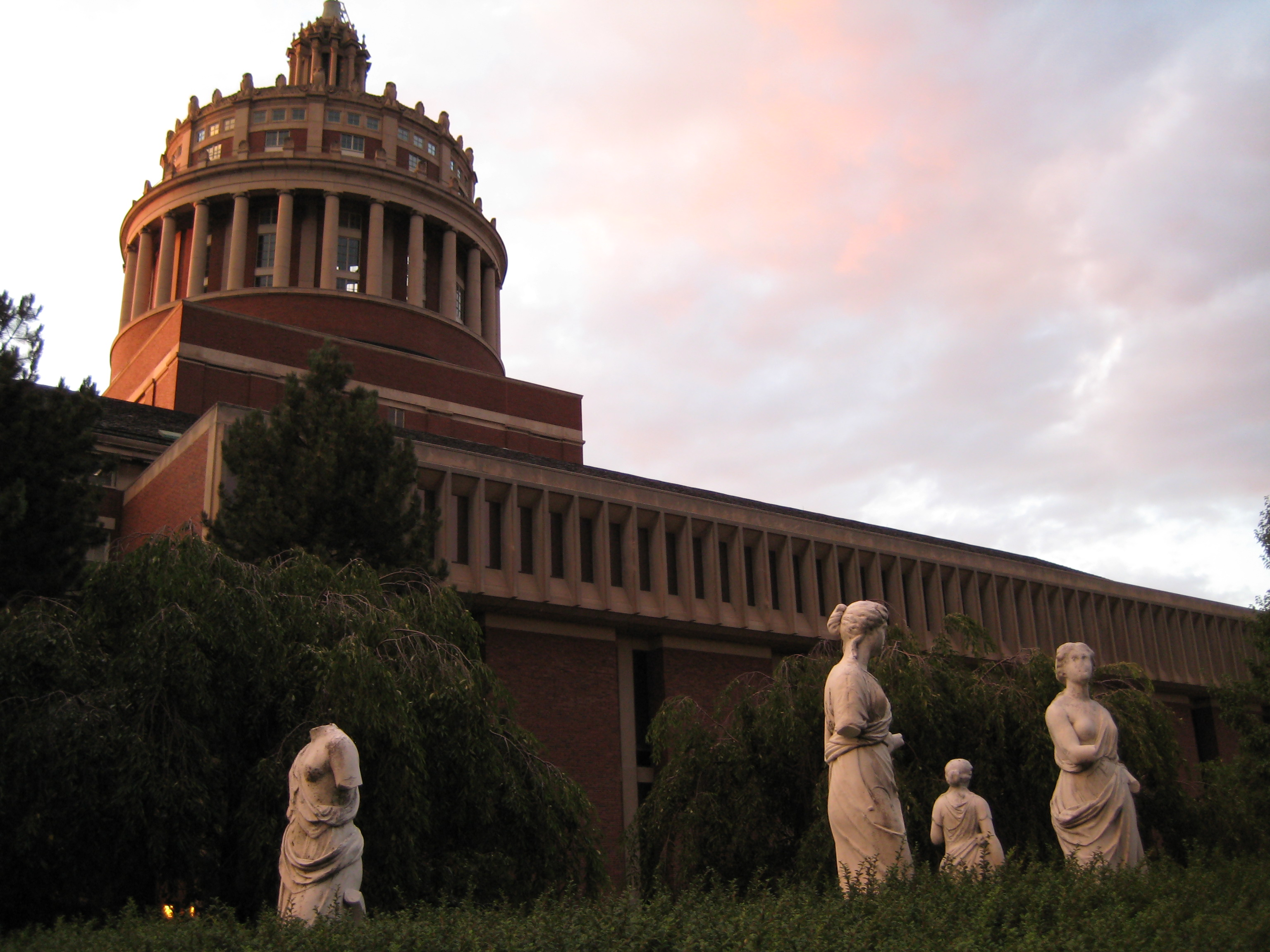
Библиотека имени Раша Риза

С 1819 года в городке Гамильтон, штат Нью-Йорк, работал Университет Колгейта, основанный баптистами, с 1848 года известный как Университет Мэдисона. Тогда же ими было запланировано создание учебного заведения в Рочестере и уже 31 января 1850 года основатели нового университета получили свой устав, выданный регентами Университета штата Нью-Йорк. Занятия начались в ноябре, были зачислены 60 студентов, в том числе 28 переведённых из университета Мэдисона.
Первоначально кампус университета находился в центре города Рочестер, а в 1853 году переехал в восточную часть пригорода. Местный бизнесмен и член палаты представителей Азария Буди пожертвовал 3,2 га земли для нового кампуса и ещё 6,9 га университет у него выкупил. Здесь и располагался основной кампус до строительства нового комплекса зданий в 1930 году.

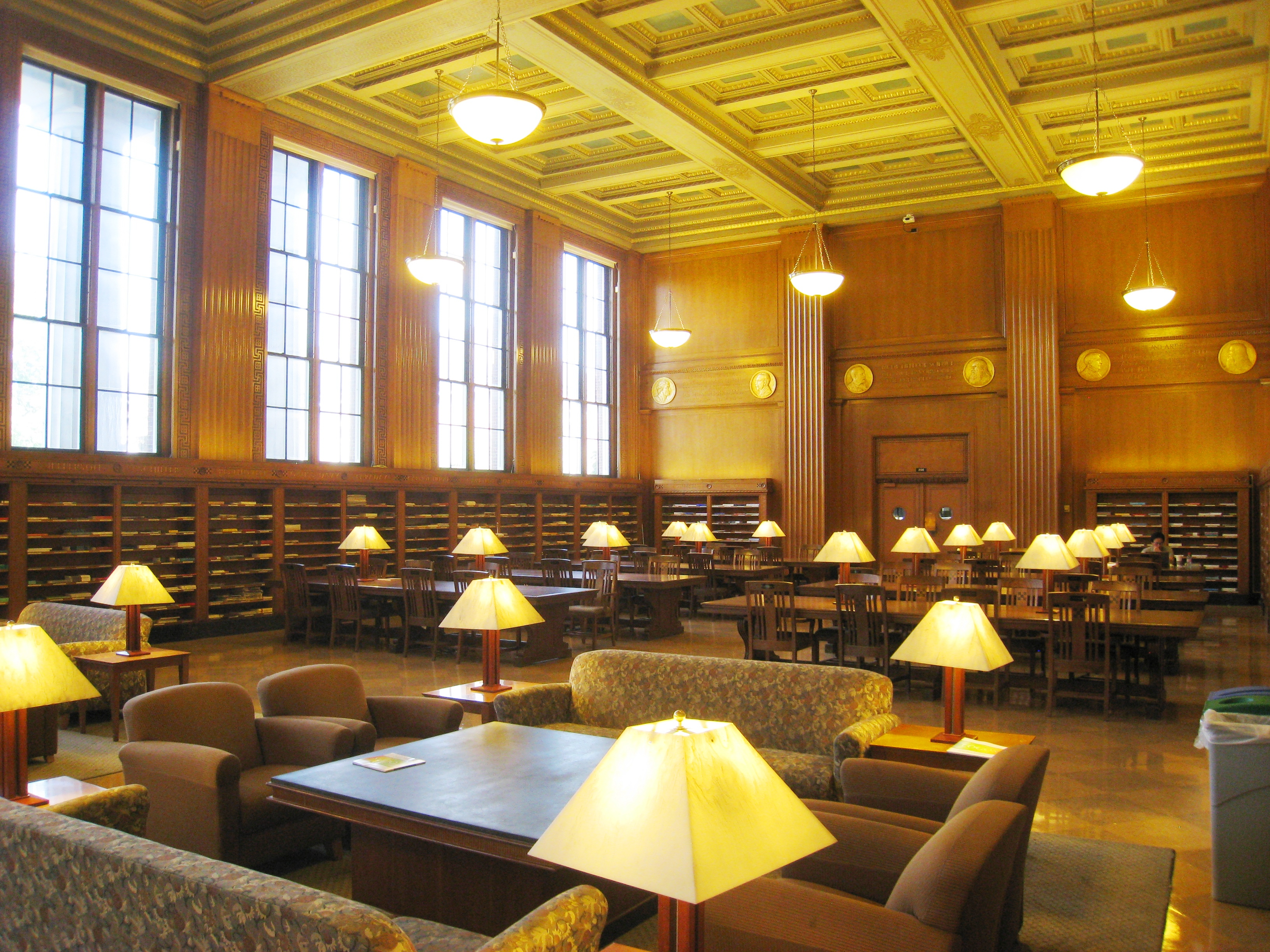
Читальный зал библиотеки имени Бенджамина Раша Риза

В 1900 году на первый курс университета была впервые зачислена девушка, что стало результатом усилий Сьюзен Энтони и Хелен Монтгомери. В 1890-х годах женщины находились в классах и лабораториях только в качестве гостей. Первой студенткой стала Хелен Уилкинсон, которой президент университета Дэвид Хилл позволил поступить в учебное заведение на тех же условиях, что и остальные студенты. Всего в 1900 году были зачислены 33 женщины, а в 1901 году была присвоена первая учёная степень, её удостоилась Элла Уилкоксен. После завершения строительства нового кампуса, туда переехали студенты, а в старом кампусе продолжали обучаться студентки, вплоть до 1955 года.
Наибольший рост университет испытал в 1900—1935 годах, когда им руководил Бенджамин Риз. За этот период Джордж Истмен и Эд Нортон — основные спонсоры, пожертвовали университету более 50 млн дол.
В 1958 году были созданы 3 новые школы: инженерная, управления бизнесом и высшая школа образования.
В 1995 году президент университета Томас Джексон объявил о начале реализации плана по изменению условий приёма и значительному пересмотру учебного плана.

## Кампус

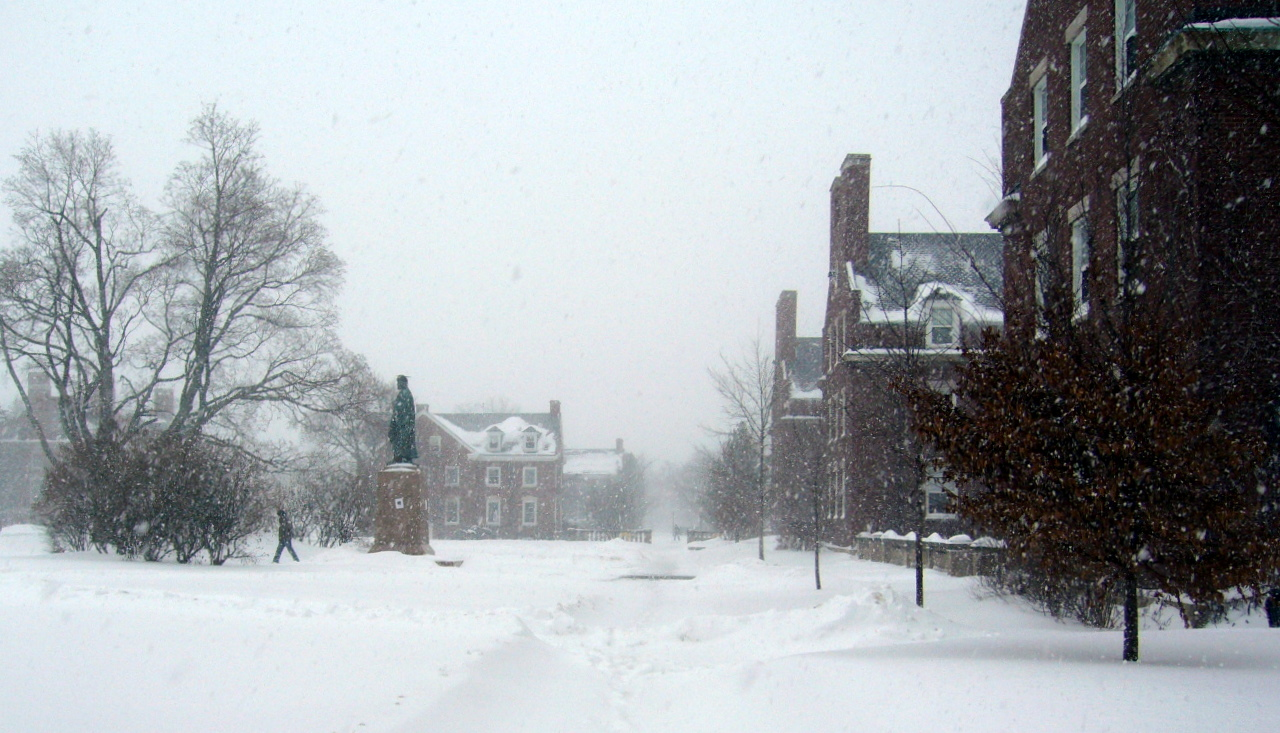
Кампус университета зимой 2007 года

Основной комплекс зданий университета — Ривер Кампус, расположен в долине реки Джениси, около 3 км к югу от центра города и занимает порядка 81 га, граничит с общественным парком, расположенным вдоль восточного берега реки. Здесь располагаются учебные корпуса и администрация Рочестерского университета.
Строительство кампуса было завершено в 1930 году, многие здания были оформлены в греческом стиле эпохи возрождения. Библиотека, названная именем его президента Раша Риза, считается неофициальным символом университета, а также именно здесь находится карильон Хопмана, крупнейший карильон в штате Нью-Йорк, насчитывающий 50 колоколов.
В течение последних нескольких десятилетий были выстроены новые здания, в том числе Мелиора Холл (1972), Хойт Холл (1962), Харкнесс Холл (1946), Инженерный комплекс Хопмана (1963). В южной части кампуса расположились научные здания: Хатчисон Холл (1972), Хилан Билдинг (1971), компьютерный центр и библиотека Карлсона (1987), Уилмот Билдинг (1961) и Роберт Джорджен Холл — комплекс биомедицинской инженерии и оптики (2007).
Многие учебные корпуса, в том числе библиотека Раша Риза связаны сетью туннелей, которые интенсивно используются в ненастную погоду. Большинство зданий и помещений общего пользования связаны также сетью Wi-Fi с доступом в интернет.
- Лаборатория лазерной энергетики (см. Управляемый термоядерный синтез)[12]

### Медицинский центр университета
Медицинский центра Рочестерского университета (URMC) служит основным кампусом для медицинского образования и исследований, а также располагает палатами для приёма пациентов. Центр находится в непосредственной близости от Ривер Кампуса, здесь расположены школа медицины и стоматологии, центр медицинских исследований Артура Корнберга, школа медсестёр, центр исследований рака, институт медико-биологических наук.

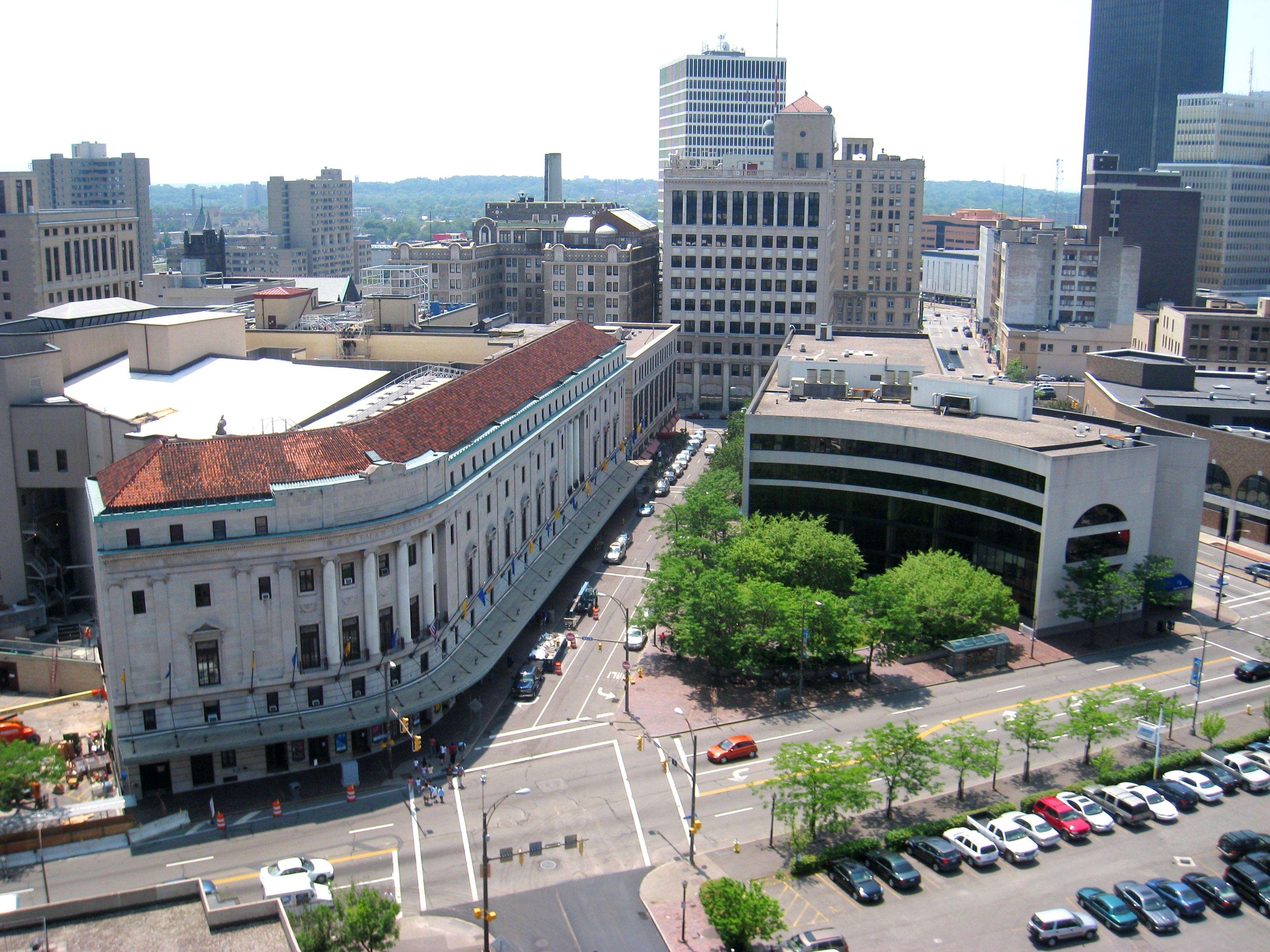
Истменовская школа музыки

### Истменовская школа музыки
Истменовская школа музыки расположена в центре города Рочестер. В состав кампуса входят общежития для студентов, классы и аудитории, Истменовский театр, концертный зал на 3094 мест, в котором также выступает Рочестерский филармонический оркестр. Кроме того здесь находятся библиотека музыки Сибли, крупнейшая в Северной Америке, а также крупнейшая частная коллекция нот.